# Bilüü
Bilüü (tiếng Mông Cổ: Билүү) là một khu định cư ở sum Ulaankhus, tỉnh Bayan-Ölgii, miền tây Mông Cổ. Đây là trung tâm sum Ulaankhus. Năm 2006, dân số của khu định cư là 1.480 người.

## Địa lý
Bilüü nằm cách tỉnh lị Ölgii 39 km và cách thủ đô Ulaanbaatar 1.682 km.

### Khí hậu
Bilüü có khí hậu bán khô hạn lạnh (phân loại khí hậu Köppen BSk) với mùa hè ấm áp đến khô nóng và mùa đông lạnh với một lượng tuyết rơi.

## Kinh tế và cơ sở hạ tầng
Bilüü có một chi nhánh của ngân hàng Khan Bank, một siêu thị, một nhà văn hóa và một sân vận động.

## Tôn giáo
Khu định cư có một nhà thờ Hồi giáo.